# Freispruch mangels Beweises
Freispruch mangels Beweises ist ein deutscher Spielfilm des Jahres 1962 aus dem DEFA-Studio für Spielfilme von Richard Groschopp.

## Handlung
Im Auditorium maximum der Ludwig-Maximilians-Universität München wird, Ende der 1950er Jahre, dem Begründer, Mitherausgeber und Chefredakteur der Zeitung Südkurier Alexander Steinhorst anlässlich seines 50. Geburtstages die Ehrendoktorwürde verliehen. In der Begründung heißt es, dass der Publizist aus der Geschichte Bayerns seit 1945 nicht mehr wegzudenken ist. Darüber hinaus hat die Stimme des Demokraten, dessen gesellschaftliche Anerkennung den Gipfel erreicht hat, auch Gewicht in der nationalen und internationalen Politik. Privat lebt er in einem gehobenen Wohlstand, der durch die Scheidung von seiner Frau nicht beeinträchtigt wird. Seine jetzige Partnerin ist die, noch mit dem Fotografen Schmitt-Goslar, der sich nicht scheiden lassen will, verheiratete Schauspielerin Monika Goslar. Diese spielt in dem Stück Unternehmen Ölzweig von Ewan MacColl, welches von Steinhorsts Sohn Thomas in eigener Verantwortung und Regie aufgeführt werden soll und wofür der Vater die finanziellen Voraussetzungen schafft, die Hauptrolle.
Etwa zur gleichen Zeit tagt der Vorstand der bayerischen CSU um über die bevorstehenden Wahlen zu beraten. Dabei kommt auch zur Sprache, dass zusätzlich zum bisherigen Etat noch 17 Millionen Mark mehr zur Verfügung stehen, die dem Engagement des Wirtschaftsdienstes zu verdanken sind. Der Rechtsanwalt und CSU-Justiziar Dr. Fabricius stellt die Frage, ob diese Angelegenheit mit aller Vorsicht behandelt wird, da er vermutet, dass der Südkurier bereits von der Sache Wind bekommen hat, denn die Spende verstößt gegen den  Artikel 21 des Grundgesetzes für die Bundesrepublik Deutschland. Weiterhin erwähnt Dr. Fabricius, dass Steinhorst eine neue Wochenzeitschrift gründen will, für die dieses Thema ein guter Start wäre. Er betont aber auch, dass es im Südkurier nicht nur Gegner der CSU gibt, weshalb er daraufhin beauftragt wird, in der Zeitung die Lage zu sondieren. Es kommt dann nur noch der Hinweis auf Thomas Steinhorst, der im Staatstheater ein zweifelhaftes Stück inszeniert, welches aus einer Mischung von Linksradikalismus und Pornografie besteht.
Der erste Weg seiner neuen Aufgabe führt Dr. Fabricius zum Verlagsdirektor und Mitinhabers des Südkurier Amplinger. Dieser kommt unmittelbar von einem heftigen Streit mit Steinhorst über die weitere Zukunft der Zeitung und der geplanten neuen Umschau, die mit einem Bericht über die verbotene Parteienfinanzierung starten soll. Die Herren verstehen sich sofort und sagen sich gegenseitige Unterstützung zu. In dem Gespräch erfährt Dr. Fabricius, dass Steinhorst wegen eines Verhältnisses mit einer Kollegin geschieden wurde. Nach weiteren Recherchen nimmt er Verbindung mit dem Fotografen Schmitt-Goslar auf, der mit der besagten Kollegin Bruni Greiner Verbindung aufnehmen soll. Da diese gerade Geld für ihren BMW Isetta benötigt, um eine Rate zu bezahlen, willigt sie sofort ein, ihm Modell zu sitzen. Nach dieser Sitzung gehen Fräulein Greiner und Schmitt-Goslar noch zum Feiern in eine Bar. Hier erzählt Bruni, dass sie viermal versucht hat Steinhorst zu erreichen, weil sie ihn um Geld bitten wollte, da er ihr schon einmal finanziell geholfen hat. Sie deutet an, die damalige Summe für einen Schwangerschaftsabbruch gebraucht zu haben und er vermutet, dass das Kind von Steinhorst gewesen wäre. Mit dieser Neuigkeit geht der Fotograf umgehend zu Dr. Fabricius.
Unmittelbar nach dem Andruck der neuen Zeitschrift Umschau mit den Enthüllungen zur Parteienfinanzierung, wird Alexander Steinhorst verhaftet und wegen „Unzucht mit Abhängigen“ angeklagt. Dr. Fabricius arbeitet weiter im Hintergrund am Niedergang des Chefredakteurs. Selbst dessen Sohn ist davon betroffen, denn erst wird sein Stück im Staatstheater abgesetzt und dann kündigt ihm auch noch der Betreiber einer kleinen Bühne, die er inzwischen gemietet hat. Im Gefängnis stellen Steinhorst und sein Rechtsanwalt Dr. Roth fest, dass alles auf einen Rufmord hinweist, weshalb auch eine Freilassung gegen Kaution abgelehnt wurde. Während der Gerichtsverhandlung ergibt sich, dass eine sexuelle Verbindung zwischen Bruni Greiner und dem Chefredakteur zwar bestanden hat, jedoch eine Abhängigkeit nicht vorlag, da er nicht ihr Vorgesetzter war. Weiterhin stellt sich heraus, dass das zu erwartende Kind Fräulein Greiners von ihrem damaligen Freund gezeugt wurde und Alexander Steinhorst rein zeitlich nicht dafür in Frage kam. Deshalb kommt das Gericht zu dem Urteil: „Freispruch mangels Beweises“.
Freunde und Kollegen wenden sich aus Angst um ihre eigene Karriere von Steinhorst ab, die Presse stürzt sich gierig auf die Tatsache, dass der Freispruch nicht wegen erwiesener Unschuld erfolgte. Sein Geschäftspartner Amplinger macht ihn für die, im Zusammenhang mit der neuen Zeitschrift Umschau entstandenen  Verluste verantwortlich und entlässt ihn. Sein Bankguthaben, seine Anteile am Südkurier und seine wertvolle Geigensammlung werden gepfändet. Selbst sein Anwalt Dr. Roth legt das Mandat nieder, nur sein Sohn und Monika Goslar halten noch zu ihm. Alexander Steinhorst jedoch ist gesellschaftlich ruiniert und er sieht keinen anderen Ausweg als den Freitod.

## Produktion und Veröffentlichung
Die Inspiration für diesen Film erhielten die Drehbuchschreiber von dem Fall des Chefredakteurs und Anteilseigners der Süddeutschen Zeitung Werner Friedmann, der 1960 wegen „Unzucht mit Abhängigen“ angeklagt wurde.
Freispruch mangels Beweises wurde als Schwarzweißfilm gedreht und hatte seine Premiere am 24. Mai 1962 im Berliner Kino Colosseum. Im Deutschen Fernsehfunk wurde der Film am 3. Mai 1963 gesendet.

## Kritiken
Dr. M. Jelenski bezeichnet in der Berliner Zeitung den Film sowohl als unterhaltend sowie auch als aufklärend. Insgesamt ist er der guten Mittelklasse zuzuordnen.
Im Neuen Deutschland schreibt Horst Knietzsch, dass der Film sich nicht so sehr durch äußere filmische Spannung auszeichnet, sondern durch die nahezu minutiöse Aufzeichnung der Anatomie eines Rufmordes zu fesseln weiß.
In der Neuen Zeit äußert sich H. U.:

„Im übrigen hätte man sich den Film in vielem noch eindringlicher gewünscht, mit weniger Aeußerlichkeiten und also auch weniger weißen Telefonen, aber dafür psychologisch intensiver. Ein gewisser Hang zu eingängigen Klischees ist von der Regie nicht immer vermieden worden. Auch die Darsteller bleiben meist auf Aeußerlichkeiten beschränkt.“

Das Lexikon des internationalen Films schreibt, dass es sich hier um einen  handwerklich recht gelungenen Beitrag der DEFA zur Entlarvung von Widersprüchen in der westdeutschen Parteiendemokratie handelt.